# 長野県道33号白馬美麻線
長野県道33号白馬美麻線（ながのけんどう33ごう はくばみあさせん）は、長野県北安曇郡白馬村大字神城の国道148号交点から大町市美麻青具の長野県道31号長野大町線交点を結ぶ県道（主要地方道）である。

## 概要
長野オリンピック開催時には、長野市川中島今井の選手村や長野駅と白馬会場を連絡する路線として活用された。長野県道31号長野大町線と併せてオリンピック道路と呼ばれている。
オリンピック道路は長野・白馬間のメインルートとして機能しており、冬期は多くのスキー客が利用する。長野・白馬間を結ぶ道路としてはほかに国道406号があるが、未改良区間が多いため、オリンピックを機に整備された本路線が国道よりも利用されている。
長野県内の主要な国道のカントリーサインにはイラストと標高が記載されているものが見られるが、この路線の大町市・白馬村境界には、県道として唯一国道形式のカントリーサインが設置されており、長野オリンピックのアクセス道路として国道並みの整備が行われたことがうかがい知れる。

### 路線データ
- 路線認定[1]
  - 起点：北安曇郡白馬村大字神城
  - 終点：大町市美麻（認定当初は北安曇郡美麻村[2]）
  - 重要な経過地：なし
- 道路の区域[3]
  - 起点：北安曇郡白馬村大字神城23321番の1地先（国道148号交点）
  - 終点：大町市美麻青具17411番の1地先（青具交差点＝長野県道31号長野大町線交点）
  - 実延長：9.5968 km
- 幅員：2車線
- 道路法第7条第1項該当号：6号[4]

## 歴史
- 1959年（昭和34年）8月1日：青具神城停車場線の認定[5]。
- 1993年（平成5年）5月11日 - 建設省から、県道青具神城停車場線の一部が白馬美麻線として主要地方道に指定される[6]。
- 1994年（平成6年）4月1日：青具神城停車場線を白馬美麻線へ変更[2]。

## 地理

### 通過する自治体
・北安曇郡白馬村
・大町市

### 交差する道路
- （北安曇郡白馬村神城飯森付近＝起点）
  - 国道148号（千国街道）
- （大町市美麻青具付近）
  - 長野県道324号青具簗場停車場線
- 青具交差点（大町市美麻青具＝終点）
  - 長野県道31号長野大町線（オリンピック道路）